# Književni rodovi
Književni rodovi su vrste književno-duhovna stvaranja. Klasična podjela umjetnička književnost je na tri književna roda: liriku, epiku i dramu. Svaki se rod dijeli na manje grupe, a one na pojedine književne rodove.

## Klasična podjela

### Lirika
Obuhvaća kraća književna djela u stihovima u kojima pjesnici izražavaju svoje osjećaje i poglede na svijet. Lirske vrste su najčešće napisane u obliku pjesme. Lirske se pjesme mogu podijeliti tematski pa postoje vrste prema temi: ljubavna pjesma, pejzažna pjesma, misaona ili lirsko refleksivna pjesma, socijalna pjesma, domoljubna pjesma i duhovno-religiozna pjesma. Također postoje i tradicionalni oblici pjesama koji su nastali u staroj Grčkoj. Te su se pjesme imale točno određenu namjenu, npr. prilikom obreda i sl. To su: himna, oda, ditiramb, elegija, epitaf, epigram i idila. 

### Epika
Obuhvaća književna djela u kojima se pripovijeda o događajima koji su se dogodili, ili se smatra da su se dogodili u prošlosti. Razlikujemo epska djela koja su napisana u stihu (epska pjesma, ep i epopeja) i ona koja su napisana u prozi (mit, legenda, basna, bajka, saga, anegdota, vic, zagonetka, poslovica, novela, pripovijetka, roman).

### Drama
Obuhvaća sve književne vrste namijenjene izvođenju na pozornici u kazališnim predstavama. Dramska su književna djela posebno oblikovana tako da sadrže opis likova s naznakom nekih njihovih osobina, dijelove teksta koje glumci izgovaraju na pozornici i dijelove koji služe samo kao uputa glumcima i redatelju, a nazivaju se didaskalijama. Fabula dramskog teksta se ne pripovijeda, već se postiže izmjenom dramskih situacija. Dijalog (razgovor među likovima) i monolog (izlaganje jednog lika) bitna su sredstva književnog oblikovanja drame. Zbivanje na pozornici proizlazi iz djelatnosti likova. Drama ima svoj početak, sredinu i završetak. Podjeljena je na činove i prizore, a zanimanje gledatelja potiče neki sukob ili zaplet koji se na kraju razrješava.

## Ostale književne kategorije
Diskurzivni književni oblici spajaju književnoumjetničke i znanstvene značajke te ih nazivamo književno-znanstvenim oblicima i publicistikom.
- životopisi, autobiografije
- eseji
- govori
- rasprave
- putopisi
- dnevnici
- memoari
- polemike
- feljtoni
- reportaže